# 수선화과
수선화과(水仙花科, 학명: Amaryllidaceae 아마릴리다케아이[*])는 백합목의 과이다. 여러해살이풀이거나 나무이다. 백합과에서 필요에 따라 분리된다.
전 세계에 널리 분포하지만, 특히 열대·아열대 지역에 많으며, 약 90속의 1,500여 종 가량이 알려져 있다.
대부분 비늘줄기가 있는 여러해살이풀로서 봄 또는 우기에만 잎이 생긴다. 씨방은 거의 하위에 달리며, 꽃은 산형 또는 두상의 취산꽃차례를 이루는 것이 많다. 꽃은 하나씩 달거나 산형꽃차례, 총상꽃차례 또는 원추꽃차례를 이루며 씨방은 꽃부리나 수술 아래에 있다.
70여 속이 있는데, 한국에는 나도사프란속(Zephyranthes), 문주란속(Crinum), 상사화속(Lycoris) 3속이 서식한다.

## 하위 분류
- 부추아과(Allioideae Herb.)
- 수선화아과(Amaryllidoideae Burnett)
- 아가판서스아과(Agapanthoideae Endl.)